# 中村浩之
中村 浩之（なかむら ひろゆき）は、日本の実業家。三菱鉱石輸送株式会社代表取締役社長や、一般社団法人日本海運集会所監事を務めた。

## 人物・経歴
愛媛県宇和島市出身。東京都立大学法学部卒業後、1978年三菱商事入社。物流部門等を歩み、2007年三菱商事物流サービス本部不定期船事業部長兼ターミナル事業部長に就任。2012年三菱商事理事新産業金融事業グループ物流本部長。2014年三菱鉱石輸送代表取締役副社長。2015年から三菱鉱石輸送代表取締役社長を務め、構造改革を進めた。日本海運集会所監事も務めた。